# Надія (вірш)
«Надія» — перший вірш Лесі Українки, написаний 1880 року в Луцьку.
Вперше надруковано в журналі «Зоря» 1887 р. з підзаголовком «Пісня заволоки».
Свій дебютний вірш Леся написала під впливом звістки про долю тітки Олени Антонівни Косач (в одруженні Тесленко-Приходько), яку було заслано в табори за участь у революційному русі.
14 березня 2023 року французька акторка Катрін Денев в етері каналу «TV5 Monde» зачитала цей вірш у перекладі французькою. Вона зробила це на знак підтримки України у її боротьбі проти російської спроби завоювання країни.
16 травня 2023 Катрін Денев ще раз прочитала вірш «Надія», цього разу з головної сцени під час відкриття Каннського кінофестивалю.